# لطفي النحيلة (مسلسل)
لطفي النحيلة هو مسلسل كوميدي مغربي من كتابة وإخراج هشام العسري سنة 2022، وبطولة كل من أيوب أبو النصر، السعدية أزكون، عبد الحق صالح، بنعيسى الجيراري، فاطمة الزهراء الجوهري، فدوى طالب، مالك أخميس، وغيرهم. المسلسل من أعمال إنوي الأصلية وعرض في شهر رمضان 2022 على القناة الثانية.

## قصة المسلسل
يعيش لطفي فتى التوصيل الصغير الذي يحاول جني الأموال لتمويل مشاريعه الدراسية وأحلامه مغامرات كثيرة، لن يجني الكثير من المال من هذه الوظيفة لتحقيق أحلامه، لكن من جهة أخرى فهذه المغامرة ستخرجه من مرحلة المراهقة وتجعله أكثر نضجًا. في جميع الحلقات، سيقابل الكثير من الناس الذين سيتعلم منهم أمور الحياة وأيضًا سيقابل فتاة أحلامه التي سيقع في حبها.

## طاقم التمثيل

### أدوار رئيسية
| الممثل                | الدور      |
| --------------------- | ---------- |
| أيوب أبو النصر        | لطفي       |
| السعدية أزكون         | والدة لطفي |
| عبد الحق صالح         | المدير     |
| بنعيسى الجيراري       | والد لطفي  |
| فاطمة الزهراء الجوهري | منيرة      |
| فدوى طالب             | ريم        |
| مالك أخميس            | والد ريم   |

### ضيوف الشرف
- رشيد الوالي
- فاطمة الزهراء قنبوع
- فاطمة الزهراء لحرش
- المهدي فولان
- جواد الزايري

## وصلات خارجية
- لطفي النحيلة على موقع IMDb (الإنجليزية)
- لطفي النحيلة على موقع قاعدة بيانات الأفلام العربية